# قربون زن ایرونی
قربون زن ایرونی فیلمی به کارگردانی رضا صفایی و نویسندگی حبیب‌الله کسمایی و منصور سپهرنیا محصول سال ۱۳۵۲ است.

## خلاصه داستان
احمد بامروت (منصور سپهرنیا)، کارمندی است پشت هم انداز، اما رئیس شرکت، آقای شاهین، گمان می‌کند که او از معاونش (غلامرضا سرکوب) و سایر کارمندان به امور شرکت توجه بیشتری دارد...

## بازیگران
- مرتضی عقیلی
- پوری بنایی
- کارول وایدر
- منصور سپهرنیا
- نرسی کرکیا
- سیمین غفاری
- داریوش اسدزاده
- حسن رضایی
- محسن آراسته
- آنیتا
- محرم بسیم
- کریم قاجار
- علی‌اکبر گلپایگانی
- فریدون سپهرنیا
- فریبرز سپهرنیا
- اسماعیل شیرازی
- غلامرضا سرکوب